# Amalia Larraín y Vicuña
Amalia Larraín y Vicuña de Armstrong (Santiago de Chile, 1832-1928), fue una señora de la alta sociedad santiaguina, compositora musical y benefactora social del siglo XIX.

## Biografía
Nació en Santiago en 1835, como la tercera hija del político liberal Vicente de Larraín y Aguirre (hijo de los marqueses de Montepío y señores del Mayorazgo Aguirre en Santiago) y de Mercedes de Vicuña y Alcalde, la que era nieta materna de los condes de Quinta Alegre.
Figuró entre las damas de mayor relieve de la sociedad santiaguina. Aún soltera en 1872, fundó, junto a otras señoras santiaguinas, del Hospital del Salvador de Santiago.

## Matrimonio e hijos
Contrajo matrimonio en el Sagrario de la Catedral de Santiago, el 22 de abril de 1872, con el abogado y Diputado de la República de Chile por Osorno en 1887, Diego Armstrong y Gana, hijo del británico Thomas Armstrong y Swinton y de Micaela Gana y López. Fueron padres de:
- 1. María Amalia Armstrong Larraín.[1]
- 2. Mercedes Alicia Armstrong Larraín,[1] casada con Gabriel Vicuña Sánchez, con descendencia Vicuña Armastrong, Godoy Vicuña, etc.
- 3. Diego Armastrong Larraín,[1] que casó con Dolores Fernández de la Fuente, sin sucesión.

## Cualidades personales
Una vez casada, partió a un largo viaje a vivir a Europa junto con su marido "con fausto extraordinario", y viajando por el Oriente y, sobre todo, por Palestina, donde recorrió Tierra Santa en camello, rescatando centenares de niños mercenarios a cambio de sus joyas, logrando bautizarlos e internarlos en asilos católicos.
Dueña de un gran talento musical, compuso piezas para canto, piano y coro, así como un "Ave María", un "Himno" y muchas otras que revelan su sobresaliente inteligencia y refinada cultura.
El 2 de septiembre de 1851 el presidente de la República, el general Manuel Bulnes crea el "Instituto Académico" del Conservatorio Nacional de Música, con el propósito de que los músicos aspirantes a integrar dicho Conservatorio, se ejercitasen y adquiriesen una correcta preparación. En la reducida lista de las primeras alumnas del "Instituto Académico" figura Amalia Larraín y Vicuña de Armastrong, junto con otras señoras como Mercedes Correa y Toro de Vicuña, Corina Vicuña y Guerrero de Ovalle, Felicidad Luco y Huici de Tapia, Hortensia Lavalle y Correas de Reyes, Mercedes Brown y de la Barra de Alcalde y Eudosia Pérez y Caldera de Gandarillas.
Falleció en Santiago el 12 de julio de 1928.

## Obras conocidas
- "Ave María"[4]
- "Las Doce del Día"[5]